# Hubert Schoonbroodt

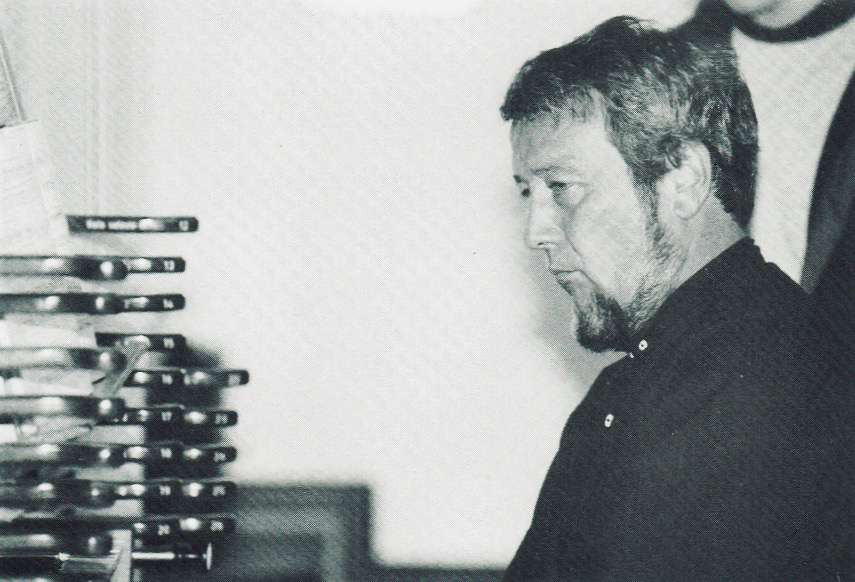
Hubert Schoonbroodt

Hubert Schoonbroodt (Eupen, 8 augustus 1941 — Jalhay, 5 februari 1992) was een Belgisch organist, hobospeler, koorleider en dirigent. Hij wijdde een groot deel van zijn professionele leven aan de restauratie en conservering van orgels en andere historische muziekinstrumenten.
Hubert Schoonbroodt studeerde eerst te Verviers en Parijs. Hij was solist hobospeler bij onder meer het Nationaal Orkest van België en van 1969 tot 1979 leraar orgel aan het Conservatorium van Luik, en van 1979 tot 1992 in Brussel. 
Schoonbroodt werkte nauw samen met Antoine Geoffroy-Dechaume en Pierre Froidebise, de welke laatste hij opvolgde als kapelmeester en organist aan het Groot-Seminarie van Luik. Hij was tevens muzikaal directeur en dirigent van het "National Vokal Ensemble Willy Mommer" en van het kamerorkest "Camerata Leodiensis".
Twee van zijn kinderen, Aurore Schoonbroodt-Doise (orgel en viool) en Serge Schoonbroodt (orgel en zang), zijn tevens internationaal gewaardeerde muzikanten.

## Prijzen
- Grand Prix du Disque (voor "Intégrale du livre d'orgue" van  Lambert Chaumont)
- Grand Prix des Discophiles (voor "Oeuvres d'orgue" van Henri Dumont)